# Nitrit de potassi
El nitrit de potassi és el compost inorgànic del grup de les sals constituït per anions nitrit {\displaystyle {\ce {NO2-}}} i cations potassi {\displaystyle {\ce {K+}}} la qual fórmula química és {\displaystyle {\ce {KNO2}}}.
Es presenta en forma de pols cristal·lina soluble en aigua. És un oxidant fort i pot accelerar la combustió d'altres matèries. Com altres sals de nitrit és tòxic si s'ingereix, i les tests de laboratori suggereixen que pot ser mutagènic o teratogènic.

## Descobriment
El nitrit  és present a nivell de traça en el sòl,les aigües naturals, els teixits de plantes i animals i com fertilitzant. La forma pura de nitrit la va obtenir Scheele a la població de Köping. Els dos compostos (nitrat de potassi i nitrit) van ser caracteritzats per Péligot i la reacció va ser establerta com 
2KNO₃→2KNO₂+O₂.

## Ús mèdic
Té interes en el tractament de l'angina de pit des de 1860 però ha estat substituït per altres medicaments.

## Altres usos
Com additiu alimentari codi E E249. És un conservant similar al nitrit de sodi i aprovat per la UE, USA, Austràlia i Nova Zelanda.

## Enllaços externs

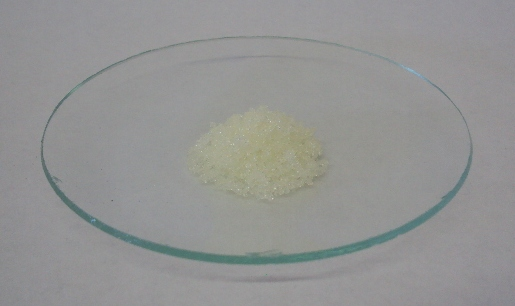
Cristalls de nitrit de potassi